# Adalbert Luntowski
Adalbert Luntowski (genannt ab ca. 1917 Adalbert Reinwald; * 16. November 1883 in Danzig; † 4. August 1934 in Neu-Asel bei Herzhausen (Vöhl)) war ein deutscher Lehrer, Schriftsteller und Lebensreformer.
Luntowski wurde zunächst zum Volksschullehrer ausgebildet. Er gehörte zum Friedrichshagener Dichterkreis und lebte zunächst in Woltersdorf (bei Berlin), wo er die Kinder von Fidus unterrichtete, und ab 1915 in Fürstenwalde/Spree. Im Geist des Wandervogel und im 1915 gegründeten Greifenbund mit Otger Gräff warb er bereits vor 1914 für eine „germanische Moderne“ und 1915 für die „Geburt des deutschen Menschen“. 1913 übersetzte er das Buch Renaissance von Gobineau. Seit 1915 in Hamburg, wurde 1916 er Geschäftsführer der Fichte-Gesellschaft von 1914 und 1917 Mitbegründer der Fichte-Hochschulen, einer völkisch ausgerichteten Volkshochschule. Aus der 1915 gegründeten Deutschen Siedlungsgemeinschaft zweigte er 1919 die vegetarische Siedlungsgemeinschaft Haus Asel ab, deren Domizil in Schmittlotheim am Edersee stand. Er wachte über die strenge Hausordnung. Die ledigen „Gesellinnen und Gesellen“ hatten ihr Ich abzulegen und dafür „edle Tätigkeit“ zu zeigen. Darüber schrieb er 1926 den autobiografischen Roman Peter von Horn.

## Schriften
- Beobachtungen eines Beobachteten: Einiges zur Kritik der Bildung und Erziehung in unsern Lehrerseminarien. Leipzig 1904.
- Zwischen Tag und Nacht. Gedichte. 1905.
- Menschen: Carlyle-Whitman-Liliencron-Dehmel-Fidus-Wagner-Kleist-Nietzsche-Thoreau-Emerson. Xenien, Leipzig 1910.
- Menschen: Liselotte. Elisa von der Recke. Frau Rat. Frau Carlyle. Königin Luise. Die heilige Elisabeth. Frau von Stein. Die Droste. Die Frauenfrage. Gertrud Prellwitz. Leipzig 1914.
- Westpreußische Wanderungen. Danzig. Die Weichselniederung. Die Tucheler Heide. Band 6 von: Deutsche Wanderungen. Hrsg.: Freie Lehrervereinigung für Kunstpflege zu Berlin, George Westermann, Braunschweig 1914, urn:nbn:de:bsz:14-db-id19124297131.
- Die Geburt des deutschen Menschen. Berlin 1915.
- Und ein Sieg muß es sein. Rede 1917.
- Deutscherziehung durch Volkshochschulen (Schriften der Fichte-Gesellschaft von 1914), Hamburg 1917.
- An die Führer. Osterrede, Berlin-Halensee 1920 (Der Bund).
- (Adalbert Reinwald): Peter von Horn. Die Geschichte eines deutschen Mannes. Haberland, Leipzig 1926.